# Новопокровка (Іжморський округ)
Новопокро́вка (рос. Новопокровка) — присілок у складі Іжморського округу Кемеровської області, Росія.

## Населення
Населення — 31 особа (2010; 45 у 2002).
Національний склад (станом на 2002 рік):
- росіяни — 87 %